# Station Mysia Góra Osiedle
Station Mysia Góra Osiedle was een spoorwegstation in de Poolse plaats Nieborowice.